# Christina Krzyrosiak Hansen
Christina Krzyrosiak Hansen, née le 24 novembre 1992 à Frederikssund (Danemark), est une femme politique danoise, membre de la Social-démocratie et maire de Holbæk depuis 2018.

## Biographie
Elle est diplômée d'un bachelor en sociologie de l'université de Copenhague.
Elle est élue conseillère municipale d'Holbæk lors des élections municipales de novembre 2013. En avril 2017, elle est désignée tête de liste sociale-démocrate pour les élections municipales de novembre. Lors du scrutin du 21 novembre, sa liste arrive en tête avec 28,7 % des suffrages. Lors des négociations suivant le scrutin, elle forme une majorité avec le Parti populaire danois, le Parti populaire socialiste et la Liste de l'unité, lui permettant de devenir maire de la commune, la première sociale-démocrate titulaire du poste. Elle devient également la plus jeune maire de l'histoire du Danemark, battant le record établi en 2001 par Michael Aastrup Jensen à Randers.
Candidate à un second mandat lors des élections municipales du 16 novembre 2021, elle est largement réélue alors que sa liste sociale-démocrate rassemble 59,0 % des suffrages. Elle remporte à elle seule 46,5 % des votes personnels.
Au cours de son second mandat de maire, elle intègre la direction de l'association des communes danoises, en tant que présidente de sa commission Santé et Personnes Âgées en mars 2022. En octobre 2024, elle prend la présidence de la commission Enfance et Éducation de l'organisation.
En mars 2025, elle annonce qu'elle briguera un troisième mandat de maire lors des élections municipales de novembre.

## Vie privée
En octobre 2021, elle se marie avec Jacob Mark, alors député au Folketing et président du groupe parlementaire du Parti populaire socialiste. Le couple a un fils, né à l'été 2023.